# 元羽
廣陵惠王元羽（470年—501年6月19日），字叔翻，河南郡洛阳县（今河南省洛阳市东）人，魏献文帝拓跋弘第四子，生母孟椒房。

## 生平
太和九年（485年）封广陵王，加侍中。元羽聪慧，擅长断狱。后为大理，主管京师狱讼。迁特进、尚书右仆射，又为太子太保、录尚书事、廷尉卿。他的大哥孝文帝元宏鼓励鲜卑与汉族通婚，元羽嫡妻降为妾室，再聘娶骠骑谘议参军荥阳郑平城的女儿郑始容。
太和二十二年（498年）元羽随孝文帝征南齐，被裴叔业领兵击败，元羽的符节被齐军缴获。北魏宣武帝继位后，以他为司空、司州牧。元羽好色，与员外郎冯俊兴的妻子私通。景明二年（501年）五月的一个夜里，元羽去找冯俊兴的妻子寻欢，在路上被冯俊兴拦住打了一顿，冯俊兴把元羽藏了起来，五月十八日（501年6月19日），元羽去世，虚岁三十二，朝廷赠予使持节、侍中、骠骑大将军、司徒公、冀州刺史，给羽葆鼓吹、班剑四十人，谥号惠。元恭袭为广陵王，元恭登基为帝後，追尊元羽為先帝，生母王氏為先太妃。

## 家庭

### 妻妾
- 郑始容，北魏南青州刺史郑平城长女
- 先太妃

### 子女
- 元欣，西魏使持节、太傅、柱国大将军、大宗师、大司徒、广陵容王
- 元恭，魏节闵帝
- 元永业，东魏金紫光禄大夫、高密王
- 元氏，嫁孟氏[2][3]

## 延伸阅读
[在维基数据编辑]
 《魏書·卷21上》，出自魏收《魏书》
 《北史/卷019》，出自李延壽《北史》